# Gharvi
Gharvi fou un estat tributari protegit al districte de Khandesh, presidència de Bombai, en els Estats Dangs. La superfície era de 777 km² i la població d'uns 3250 habitants amb uns ingressos estimats de 500 lliures; estava limitat al nord amb Sajupada, Vagdara i Kuperband, a l'est amb Kel i Esghat, al sud amb Chikhli i Palasvihir, i a l'oest amb Kehkardar i Kalia Buchibari.
El sobirà Joravar, que havia succeït al seu pare Silpat, va morir jove i la successió fou disputada per dos altres germans que finalment van acceptar la successió en favor del seu oncle Ude Singh, el qual a la seva mort fou succeït pel seu fill Keral Singh. Davi Sing el gran dels dos germans de Joravar, en una baralla privada, va ferir a dos homes i fou empresonat per un temps a les presons de Thana i de Surat i finalment confinat al manicomi de Colaba a Bombai, d'on es va escapar, va entrar als Dangs, va matar a Keral Singh i es va proclamar sobirà desconeixent la sobirania britànica; amb una banda de seguidors va saquejar els pobles dels caps veïns; els britànics van enviar un cos de tropes que van cooperar amb altres caps bhil de la zona, i van atacar la seva capital; Davi Singh va eludir la persecució durant força temps però finalment es va entregar a l'agent polític; els seus germans Rupdev i Dolat, i un tal Devji Kunvar, que estaven alterant la pai a Vasurna, foren també detinguts. Feth Singh, fill de Keral Singh, que estava aprenent a llegir i escriure marathi a Dhulia, fou posat al front de l'estat; fou un borratxo habitual i notable opressor del seu poble fins a la seva mort el 1877 quan el va succeir el seu fill Nathu, que va rebre els poders quan va fer 21 anys (1879). El 1879 un parent seu, Chipat Kunvar, va provocar alguns disturbis però els britànics van controlar la situació. El sobirà era de casta kunbi i tenia capital a Kotamb; la successió seguia el principi de primogenitura i el 1881 no tenia sanad d'adopció.

## Llista de sobirans
- Silpat
- Joravar
- Ude Singh
- Keral Singh
- Davi Singh
- Keral Singh
- Fateh Singh ?-1877
- Nathu 1877- ?
- Desconeguts (segle XX)